# AWS Lambda

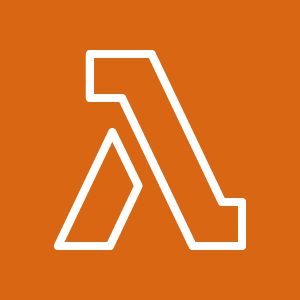
AWS Lambda 图标

AWS Lambda是亚马逊云计算服务的一部分，它是一个事件驱动、无服务器的平台。它提供计算服务，运行事件响应代码，并自动管理计算资源。它最初发布于2014年11月。